# Apanthura fusei
Apanthura fusei är en kräftdjursart som beskrevs av Nunomura 1993. Apanthura fusei ingår i släktet Apanthura och familjen Anthuridae. Inga underarter finns listade i Catalogue of Life.